# Shevchénkove (Berezivka)
Shevchenkove  (ucraniano: Шевченкове) es una localidad del Raión de Berezivka en el Óblast de Odesa de Ucrania. Según el censo de 2001, tiene una población de 580 habitantes.